# Cieśnina Przyrodnika
Cieśnina Przyrodnika (ang. Naturaliste Channel) – cieśnina Oceanu Indyjskiego u zachodniego wybrzeża Australii. Łączy Zatokę Rekina z otwartym oceanem, rozdzielając wyspy Dirk Hartog i Dorre.
Nazwa zatoki upamiętnia okręt „Le Naturaliste” uczestniczący we francuskiej ekspedycji badawczej pod kierownictwem Nicolasa Baudina, która odbyła się w latach 1801–1803.